# Shine (chanson de John Legend)
Pour les articles homonymes, voir Shine.
Shine est une chanson américaine composée et écrite et interprétée par John Legend et The Roots, extraite de l’album Wake Up!. Elle reçoit le Grammy Award de la meilleure chanson R&B en 2011.

## Récompenses
- 2011 : Grammy Award de la meilleure chanson R&B